# Mofeta

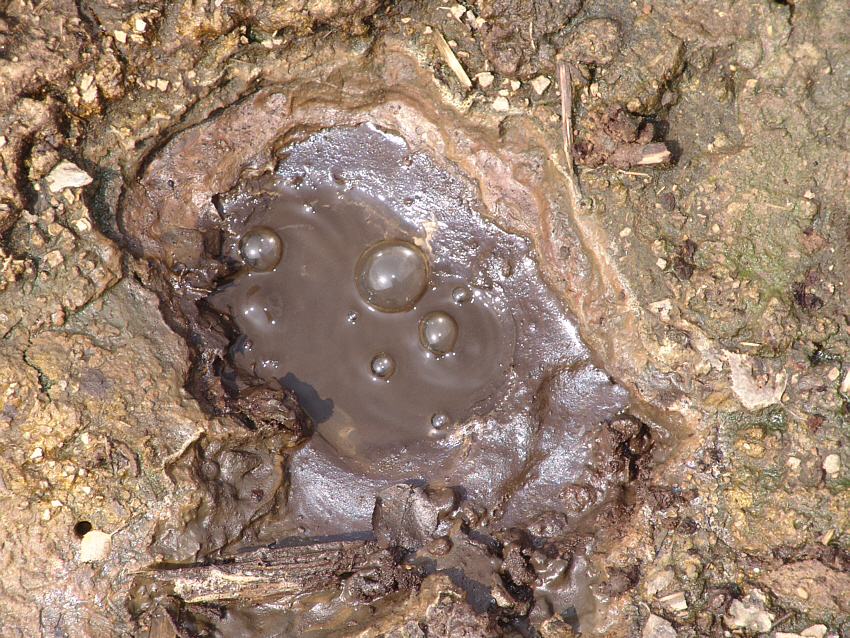
Mofeta v národní přírodní rezervaci Soos na Chebsku

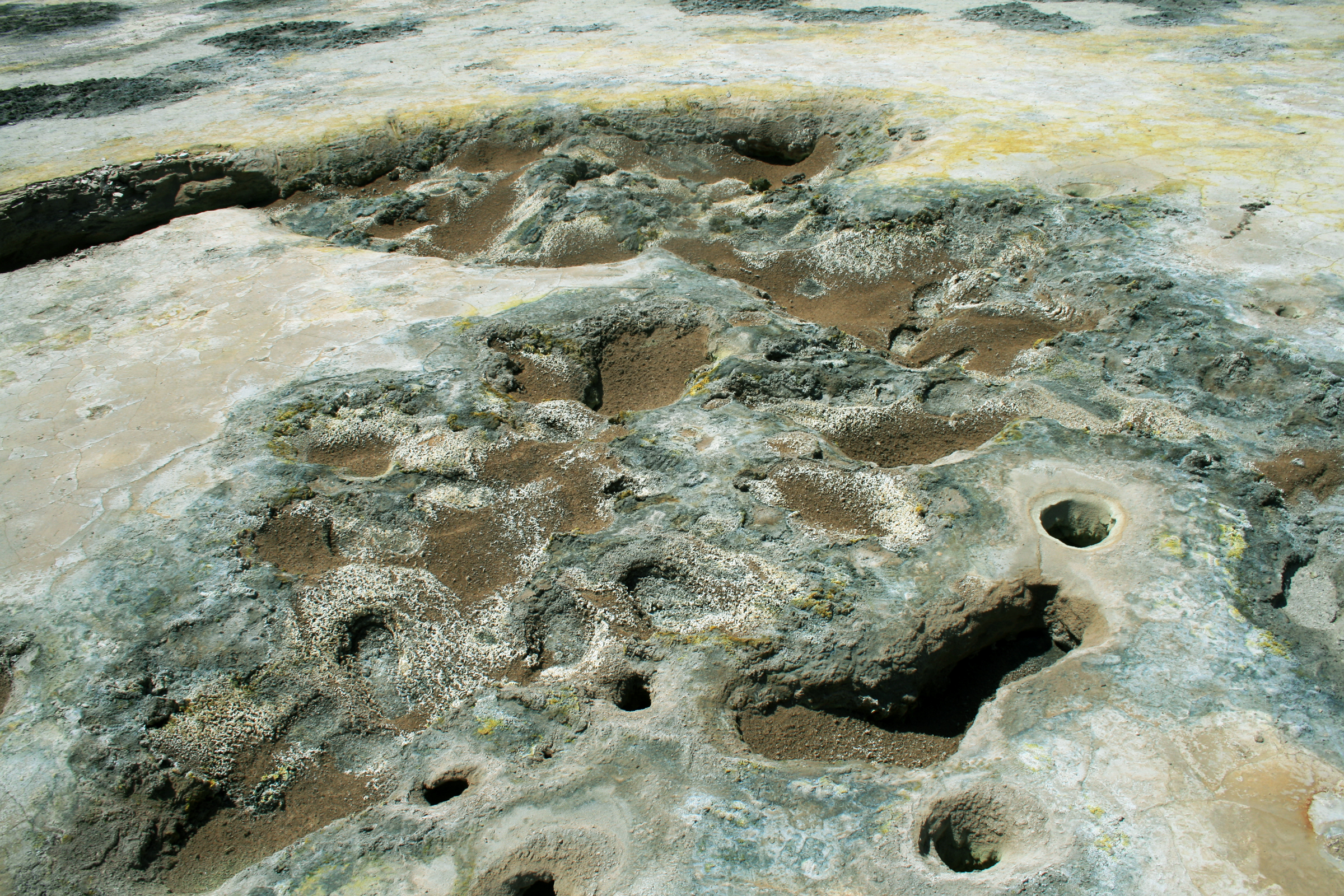
Mofety v kráteru sopky na řeckém ostrově Nysiros

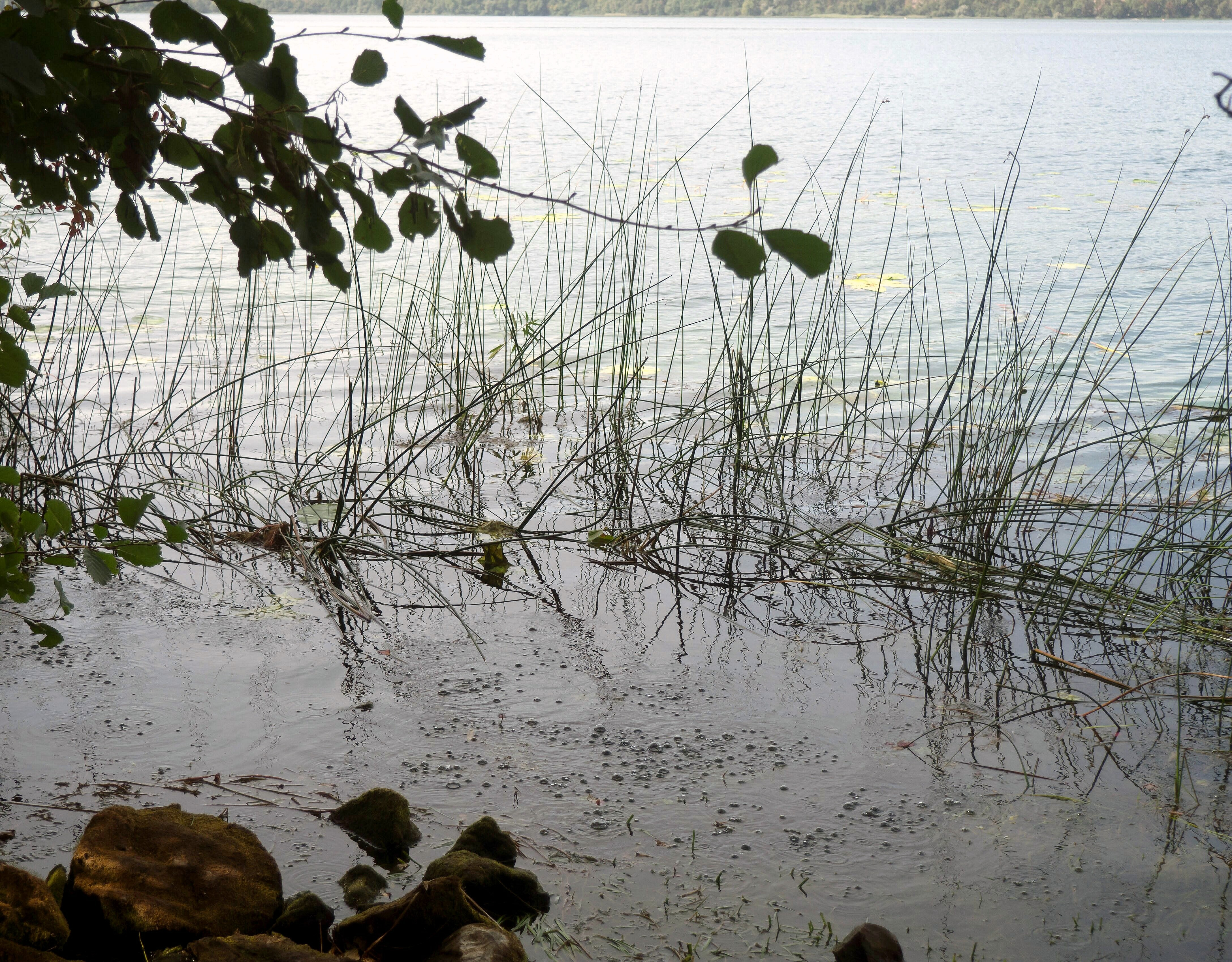
Mofety v jezeře Laacher See v Porýní-Falcku, Německo

Mofeta je výron suchého oxidu uhličitého o teplotě nižší než 100 °C (nejčastěji 20–30 °C) z puklin na zemský povrch . Většinou jde o doprovodný jev vulkanické činnosti či projev postvulkanické činnosti. Zaznamenána byla i přítomnost metanu, sirovodíku či hélia.

## Podoba a rizika
Pokud proniká CO2 v bahnitém terénu, vzniká tlakem plynu mofetový kráter. V případě, že CO2 probublává vodou, může při dostatečném tlaku dojít k vytvoření kráterového valu (o výšce několik cm, vzácněji do 1 m), tvořeného travertinem či pramenitem. Dojde-li k pohlcení plynu studenými vodami, mohou vznikat kyselky (Karlovy Vary). Je-li přívodní kanál dostatečně stabilní, za určitých předpokladů může docházet ke vzniku studeného gejzíru.
V případě, že se mofeta nachází v terénní depresi, dochází (zejména v ranních hodinách) k hromadění CO2, který může způsobit smrt menších živočichů , při větší koncentraci i člověka. Při průzkumu Zbrašovských aragonitových jeskyní takto zahynul jeden z jejich objevitelů Čeněk Chromý .

## Výskyt
- Česko – NPR Soos u Chebu (zde je hloubka, odkud plyn pochází, určována podle poměru izotopů He-3 a He-4), PP Milhostovské mofety, PR Smraďoch, PP Sirňák, Hartoušovské mofety, NPP Zbrašovské aragonitové jeskyně
- Slovensko – Liptovská kotlina (Rojkovská travertinová kopa), Zvolenská kotlina
- Německo – pohoří Eifel – okolí Laacher See, Bad Pyrmont, (gejzír Andenach a zřídlo Wallender)
- Itálie – Grotta del Cane (Psí jeskyně) u Neapole
- Řecko – poloostrov Methana, ostrovy Milos, Santorini, kráter Stefanos na ostrově Nisyros
- USA – Death Gulch (rokle smrti) v Yellowstonském národním parku